# Guy Ahonen
Guy Stefan Ahonen, född 4 februari 1952 i Helsingfors, död 10 maj 2022 i Esbo, var en finländsk ekonom.
Guy Ahonen var professor emeritus i Knowledge Management, speciellt personalekonomi. Ahonen blev ekonomie doktor 1983, docent i ekonomisk politologi vid Svenska handelshögskolan i Helsingfors 1987, var tillförordnad professor 1991–1992, chef för Nordiska institutionen för vidareutbildning inom arbetsmiljöområdet 1992–1996, forskningsdirektör vid Svenska handelshögskolan 1996–1998, tillförordnad professor i ekonomisk politologi där 1998–2001 och professor i Knowledge Management från 2001. Han var forskningsprofessor 2009-2016 och direktör 2009-2014 vid Arbetshälsoinstitutet. Han ägnade sig bland annat åt arbetarskydd och arbetshygien, personalpolitik, intellektuellt kapital och industriella relationer.